# Ruth Hall (aktorka)
Ruth Hall, właśc. Ruth Gloria Blasco Ibáñez (ur. 29 grudnia 1910 w Jacksonville, zm. 9 października 2003 w Glendale) – amerykańska aktorka filmowa.

## Filmografia
- Local Boy Makes Good (1931)
- Chances (1931)
- Małpi interes (Monkey Business) (1931)
- Her Majesty, Love (1931)
- A Fool’s Advice (1932)
- The Kid from Spain (1932)
- The Heart of New York (1932)
- Miss Pinkerton (1932)
- Flaming Guns (1932)
- Ujarzmij go, kowboju (Ride Him, Cowboy) (1932)
- One Way Passage (1932) (uncredited)
- Union Depot (1932)
- Murder on the Campus (1933)
- The Three Musketeers (1933 serial)
- The Man from Monterey (1933)
- The Return of Casey Jones (1933)
- Strawberry Roan (1933)